# Icewind Dale (område)
 For alternative betydninger, se Icewind Dale. (Se også artikler, som begynder med Icewind Dale)
Icewind Dale er den arktiske region af kontinentet Faerûn, der ligger på verdenen Abeir-Toril, som er en del det fiktive Forgotten Realms-univers.
På Faerûn er Icewind Dale placeret højt mod nord, over den enorme bjergkæde kendt som "The Spine of the World".
Icewind Dale er blevet kendt gennem romanserien af samme navn, og gennem en serie af populære computerrollespil også kaldet Icewind Dale.
| Fiktion | Spire Denne artikel om en historie eller noget fiktivt er en spire som bør udbygges. Du er velkommen til at hjælpe Wikipedia ved at udvide den. |